# Archon de Pella
Archon (en grec ancien Ἄρχων / Archôn) est un officier macédonien sous le règne d'Alexandre le Grand. Il est provisoirement satrape de Babylonie avant d'être tué sur l'ordre de Perdiccas en 321 av. J.-C.

## Biographie
Originaire de Pella, il est le fils de Cleinias. En 326 av. J.-C., il sert comme triérarque de la flotte en Inde. Il semble avoir succédé à Staménès (ou Ditaménès) en tant que satrape de Babylonie au cours de la dernière année du règne d'Alexandre. Il est confirmé comme satrape par les accords de Babylone en 323. En 321, il pourrait avoir été complice du détournement du convoi funéraire d'Alexandre mené par Arrhabée au profit de Ptolémée. Dans le contexte des conflits entre Diadoques, il suscite l'hostilité de Perdiccas qui envoie Docimos prendre le contrôle de Babylone. Archon fait preuve de bravoure au combat mais succombe plus tard de ses blessures.
Une inscription à Delphes montre qu'Archon a participé aux Jeux isthmiques et aux Jeux pythiques de 333-332, remportant plusieurs courses de chevaux.

## Sources antiques
- Arrien, Inde ; Succession d'Alexandre le Grand.
- Diodore de Sicile, Bibliothèque historique [détail des éditions] [lire en ligne], XVIII.
- Justin, Abrégé des Histoires philippiques de Trogue Pompée [détail des éditions] [lire en ligne], XIII.